# Typ 04 AAM
Die Typ 04 Air-to-Air Missile (japanisch 04式空対空誘導弾, auch AAM-5) ist eine Kurzstrecken-Luft-Luft-Rakete der japanischen Luftselbstverteidigungsstreitkräften. Die der europäischen IRIS-T sehr ähnliche Waffe ersetzt die Typ 90 AAM-3 in der Bewaffnung der japanischen Luftstreitkräfte.

## Varianten
- AAM-5: ursprüngliche Version, Indienststellung 2004
- AAM-5B: weiterentwickelte Version